# Galassia Nana del Triangolo II
La Galassia Nana del Triangolo II (Tri II o Laevens 2) è una galassia nana, verosimilmente satellite della Via Lattea.  
È formata da un esiguo numero di stelle, circa 1.000, ancorché massicce.
La sua massa complessiva equivale a circa 3600 masse solari, cosa piuttosto insolita per una galassia così piccola.
La sua distanza dal centro della Via Lattea è di circa 85.000 anni luce (26.000 parsec). La sua luminosità è pari a 450 volte quella del Sole, il che ne fa una delle più deboli galassie conosciute.

## Caratteristiche fisiche
La galassia è stata scoperta nel 2015 da Benjamin P. M. Laevens grazie alle immagini raccolte dal Panoramic Survey Telescope and Rapid Response System (Pan-STARRS).
In un recentissimo studio, condotto da Evan Kirby del California Institute of Technology (Calthec), è stato calcolato che la massa totale della galassia è molto maggiore rispetto alla massa riferibile alle stelle che vi sono contenute; ciò comporterebbe la presenza nella galassia di una grande quantità di materia oscura superaddensata. Tale ipotesi è al vaglio di studio da parte di altri gruppi di scienziati: in particolare si stanno ricercando significative emissioni di raggi gamma, ovvero la traccia delle collisioni delle elusive WIMP, le particelle che dovrebbero costituire la materia oscura ed emettere raggi gamma quando, scontrandosi, vanno incontro ad annichilazione.